# Jeanne Juilla
Jeanne Marie Justine Juilla (Archivo de audio "ʒan maʁi ʒystin ʒɥija" no encontrado; 21 de agosto de 1910 – 4 de septiembre de 1996) fue una modelo y actriz francesa, que se convirtió en la séptima Miss Francia y la primera mujer francesa en ganar el título de Miss Europa.

## Vida
Juilla nació el 21 de agosto de 1910 en Villeneuve-sur-Lot, Francia, hija de Louis Jean Juilla y Marie Zoé Lautard, que era costurera. Su madre viuda crio a Juilla sola. En mayo de 1930, fue elegida Miss Gascuña, título que la clasificó para la selección de Miss Francia 1931. Ganó el título de Miss Francia 1931, convirtiéndose en la séptima en hacerlo. El concurso de belleza fue organizado por el Comité Parisino, creado por el periodista francés de origen belga Maurice de Waleffe en 1920, y fue juzgado entre 150 candidatas reunidas en el salón municipal de Le Journal en París.
| Mi mayor ambición es hacer feliz a mi madre. No voy a salir en el escenario ni en la pantalla. Hace solo unas semanas vi una gran ciudad por primera vez—París!—— Jeanne Marie Justine Juilla |

El 5 de febrero de 1931, a la edad de 20 años, Jeanne Juilla se convirtió en la primera mujer francesa en ser elegida Miss Europa. El concurso se celebró en las mismas instalaciones persas que el concurso de Miss Francia 1931. Juilla fue seleccionada como Miss Europa entre las participantes de 16 países europeos diferentes. El jurado de la selección estuvo presidido por el pintor francés Paul Chabas. Jeanne Juilla falleció el 4 de septiembre de 1996, a los 86 años, en Saint-Aubin-lès-Elbeuf, Sena Marítimo.

## Filmografía

### Como Jeanne Juilla
- 1932 - Sa meilleure cliente de Pierre Colombier
- 1936 - Samson de Maurice Tourneur (con Simone Barillier, Miss Francia 1934)

### Como Janot Jullia
- 1933 - Miss Helyett de Jean Kemm y Hubert Bourlon

### Como Jane Jullian
- 1934 - La Prison de Saint-Clothaire de Pierre-Jean Ducis
- 1934 - Une femme chipée de Pierre Colombier

## Fotos

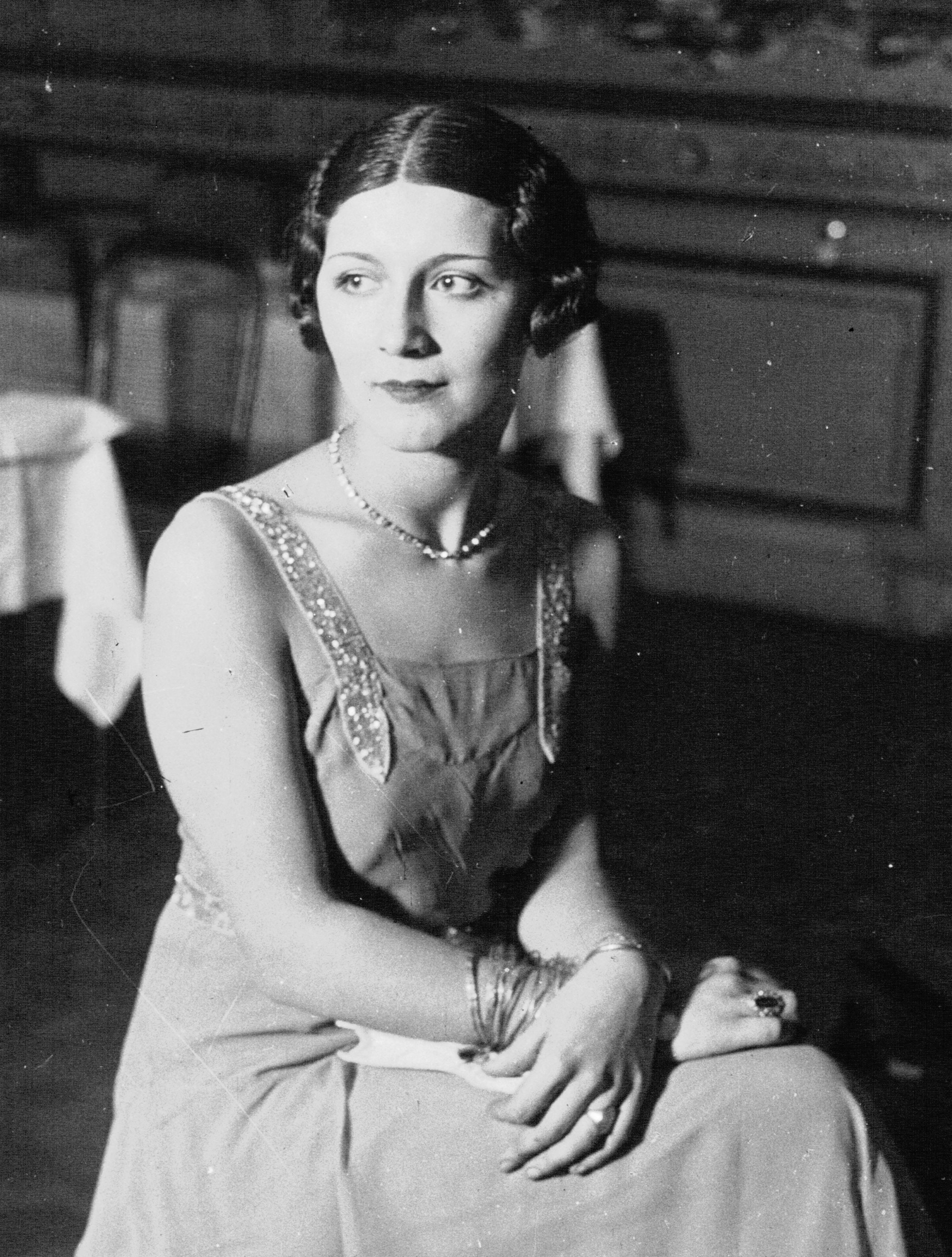